# Saint-Amand-en-Puisaye
Saint-Amand-en-Puisaye és un municipi francès, situat al departament del Nièvre i a la regió de Borgonya - Franc Comtat. L'any 2007 tenia 1.322 habitants.

## Demografia

### Població
El 2007 la població de fet de Saint-Amand-en-Puisaye era de 1.322 persones. Hi havia 652 famílies, de les quals 266 eren unipersonals (125 homes vivint sols i 141 dones vivint soles), 233 parelles sense fills, 117 parelles amb fills i 36 famílies monoparentals amb fills.
La població ha evolucionat segons el següent gràfic:
Habitants censats

### Habitatges
El 2007 hi havia 970 habitatges, 666 eren l'habitatge principal de la família, 213 eren segones residències i 90 estaven desocupats. 839 eren cases i 102 eren apartaments. Dels 666 habitatges principals, 472 estaven ocupats pels seus propietaris, 153 estaven llogats i ocupats pels llogaters i 41 estaven cedits a títol gratuït; 34 tenien una cambra, 70 en tenien dues, 151 en tenien tres, 185 en tenien quatre i 226 en tenien cinc o més. 527 habitatges disposaven pel capbaix d'una plaça de pàrquing. A 345 habitatges hi havia un automòbil i a 199 n'hi havia dos o més.

### Piràmide de població
La piràmide de població per edats i sexe el 2009 era:
| Homes | Edats   | Dones |
| ----- | ------- | ----- |
| 0     | 95 o +  | 4     |
| 4     | 90 a 94 | 8     |
| 16    | 85 a 89 | 44    |
| 16    | 80 a 84 | 12    |
| 8     | 75 a 79 | 52    |
| 44    | 70 a 74 | 24    |
| 56    | 65 a 69 | 60    |
| 56    | 60 a 64 | 64    |
| 32    | 55 a 59 | 48    |
| 52    | 50 a 54 | 40    |
| 48    | 45 a 49 | 48    |
| 52    | 40 a 44 | 40    |
| 32    | 35 a 39 | 32    |
| 28    | 30 a 34 | 32    |
| 52    | 25 a 29 | 40    |
| 48    | 20 a 24 | 52    |
| 40    | 15 a 19 | 28    |
| 24    | 10 a 14 | 28    |
| 36    | 5 a 9   | 36    |
| 20    | 0 a 4   | 40    |

## Economia
El 2007 la població en edat de treballar era de 772 persones, 501 eren actives i 271 eren inactives. De les 501 persones actives 436 estaven ocupades (244 homes i 192 dones) i 65 estaven aturades (23 homes i 42 dones). De les 271 persones inactives 119 estaven jubilades, 57 estaven estudiant i 95 estaven classificades com a «altres inactius».

### Ingressos
El 2009 a Saint-Amand-en-Puisaye hi havia 635 unitats fiscals que integraven 1.242 persones, la mediana anual d'ingressos fiscals per persona era de 16.171,5 €.

### Activitats econòmiques
Dels 92 establiments que hi havia el 2007, 4 eren d'empreses alimentàries, 1 d'una empresa de fabricació de material elèctric, 12 d'empreses de fabricació d'altres productes industrials, 10 d'empreses de construcció, 16 d'empreses de comerç i reparació d'automòbils, 6 d'empreses de transport, 7 d'empreses d'hostatgeria i restauració, 5 d'empreses financeres, 5 d'empreses immobiliàries, 6 d'empreses de serveis, 13 d'entitats de l'administració pública i 7 d'empreses classificades com a «altres activitats de serveis».
Dels 25 establiments de servei als particulars que hi havia el 2009, 1 era una gendarmeria, 1 oficina de correu, 3 oficines bancàries, 3 tallers de reparació d'automòbils i de material agrícola, 1 taller d'inspecció tècnica de vehicles, 1 autoescola, 2 guixaires pintors, 2 fusteries, 2 lampisteries, 1 electricista, 2 perruqueries, 3 restaurants i 3 agències immobiliàries.
Dels 10 establiments comercials que hi havia el 2009, 1 era un hipermercat, 2 fleques, 2 carnisseries, 1 una peixateria, 1 una llibreria, 1 una botiga de roba, 1 una botiga de material de revestiment de parets i terra i 1 una joieria.
L'any 2000 a Saint-Amand-en-Puisaye hi havia 14 explotacions agrícoles que ocupaven un total de 1.062 hectàrees.

## Equipaments sanitaris i escolars
L'únic equipament sanitari que hi havia el 2009 era una farmàcia.
El 2009 hi havia una escola elemental. Saint-Amand-en-Puisaye disposava d'un col·legi d'educació secundària amb 151 alumnes.

## Poblacions més properes
El següent diagrama mostra les poblacions més properes.